# Рентель, Владимир Евдокимович
Владимир Евдокимович фон Рентель (1769—1829) — контр-адмирал, участник Отечественной войны 1812 года.

## Биография
15 октября 1784 года был зачислен в Морской корпус кадетом, 1 мая 1788 года был произведён в гардемарины и в том же году, на корабле «Дерись», участвовал в сражении со шведами у Гогланда. В 1789 году на корабле «Болеслав» крейсировал в Балтийском море и был в Эландском сражении, в 1790 году, произведённый 1 мая в мичманы, участвовал в сражениях при Ревеле и Выборге.
В 1792—1795 годах фон Рентель проходил службу на Балтийском море, 23 апреля 1793 года был произведён в лейтенанты.
В 1795 и 1796 годах, на корабле «Святой Пётр», был в плавании, состоя в эскадре адмирала П. И. Ханыкова, у берегов Англии и в крейсерстве в Немецком море. В 1797 и 1798 годах фон Рентель командовал на Балтийском море транспортным судном «Цвей брудер», в 1799 и 1800 годах совершал плавание до Англии и принимал участие в десантных высадках в Голландии.
В 1802 году участвовал в передислокации русского десантного корпуса из Голландии в Любек, а в 1803 году, командуя транспортом «Минерва», проходил службу на Балтийском море.
В 1804 году фон Рентель, являясь командиром катера «Нептун», совершил переход из Ревеля на Моонзунд, откуда с императором Александром I перешел к острову Мону, за что получил от него в награду бриллиантовый перстень.
Затем он на корабле «Ретвизан» сделал переход до острова Корфу и крейсировал у Ионических островов, в 1805—1806 годах ходил с десантными войсками от Корфу в Неаполь и обратно, в 1807 году участвовал в сражениях с турецким флотом при Дарданельском проливе и у Афонской горы, после чего совершил переход к Лиссабону.
За отличия в сражениях против Войне третьей коалиции и Русско-турецкой войны был произведён в лейтенанты и награждён орденами св. Анны 3-й степени и св. Георгия 4-й степени (26 ноября 1807 года, № 1891 по кавалерскому списку Григоровича — Степанова).
11 января 1808 года фон Рентель был произведён в капитан-лейтенанты. В этом же году он ходил в Портсмут, откуда в 1809 году вернулся в Ревель.
В 1812 году был командирован в Ригу где, командуя отрядом канонерских лодок, дважды был в сражениях с французами на реке Аа, получив в награду орден св. Владимира 4-й степени с бантом за взятие у неприятеля четырёх медных орудий. В 1813 году фон Рентель с тем же отрядом перешёл из Риги к Данцигу и участвовал в блокаде последнего, за что был награждён орденом св. Анны 2-й степени. После зимовки в Кенигсберге вернулся в Свеаборг, где в 1815 году командовал 2-м гребным экипажем.
В 1816 году произведённый в капитаны 2-го ранга, фон Рентель в 1816 и 1817 годах состоял в Свеаборге при 26-м флотском экипаже.
13 сентября 1821 года фон Рентель был произведён в капитаны 1-го ранга, командовал 6-м флотским экипажем и кораблём «Св. Андрей». В 1822 году командовал 16-м флотским экипажем в Свеаборге.
6 декабря 1827 года Рентель был произведён в контр-адмиралы и назначен командиром 3-й бригады 1-й Балтийской флотской дивизии.
Выйдя 11 сентября 1829 года в отставку, Рентель вскоре скончался.